# Bromsgrove Sporting F.C.
Bromsgrove Sporting FC là một câu lạc bộ bóng đá có trụ sở tại Bromsgrove, Worcestershire, Anh. Thành lập vào năm 2009, đội bóng hiện thi đấu tại Southern League Premier Division Central.

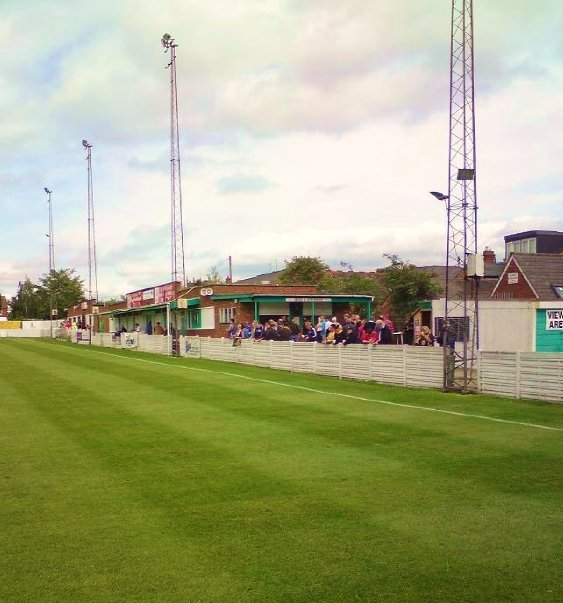
Sân vận động Victoria

## Thành tích
| Mùa giải | Hạng đấu | Khu vực                                       | Xếp hạng | Số trận | Thắng | Hòa | Thua | Bàn thắng | Bàn thua | Hiệu số bàn thắng | Điểm | FA Cup        | FA Vase | Chú thích                                                         |
| -------- | -------- | --------------------------------------------- | -------- | ------- | ----- | --- | ---- | --------- | -------- | ----------------- | ---- | ------------- | ------- | ----------------------------------------------------------------- |
| 2010–11  | 12       | Midland Football Combination Division 2       | 3        | 30      | 20    | 4   | 6    | 82        | 27       | +55               | 64   |               |         | Được thăng hạng lên Division 1 sau khi giải đấu tổ chức lại       |
| 2011–12  | 11       | Midland Football Combination Division 1       | 3        | 34      | 19    | 8   | 7    | 94        | 44       | +50               | 65   |               |         | Được thăng hạng lên Premier Division sau khi giải đấu tổ chức lại |
| 2012–13  | 10       | Midland Football Combination Premier Division | 6        | 34      | 18    | 6   | 10   | 73        | 54       | +19               | 57   |               |         |                                                                   |
| 2013–14  | 10       | Midland Football Combination Premier Division | 2        | 34      | 23    | 3   | 8    | 92        | 35       | +57               | 72   |               | Vòng 1  |                                                                   |
| 2014–15  | 10       | Midland Football League Division 1            | 2        | 38      | 27    | 5   | 6    | 121       | 41       | +80               | 86   | Vòng play-off | Vòng 3  |                                                                   |
| 2015–16  | 10       | Midland Football League Division 1            | 2        | 38      | 29    | 4   | 5    | 102       | 41       | +61               | 91   | Vòng play-off | Vòng 1  |                                                                   |
| 2016–17  | 10       | Midland Football League Division 1            | 1        | 38      | 33    | 5   | 0    | 132       | 23       | +109              | 104  | Vòng play-off | Bán kết | Được thăng hạng lên Midland Football League Premier Division      |
| 2017–18  | 9        | Midland Football League Premier               | 1        | 42      | 31    | 5   | 6    | 110       | 50       | +60               | 98   | Vòng play-off | Vòng 5  | Được thăng hạng lên Southern Football League Division One Central |
| 2018–19  | 8        | Southern Division one central                 | 2        | 38      | 27    | 6   | 5    | 108       | 44       | +64               | 87   | Vòng play-off | Vòng 5  | Được thăng hạng lên Southern Football League Premier Division     |